# Francisco Álvarez-Cascos Fernández
Francisco Álvarez-Cascos Fernández (Madrid, Espanya, 1947), és un polític i enginyer de camins espanyol, diverses vegades ministre durant el primer i segon govern de José María Aznar i President d'Astúries entre 2011 i 2012 per Foro Asturias.

## Biografia
Va néixer l'1 d'octubre de 1947 a la ciutat de Madrid, traslladant-se l'any 1954 amb la seva família a la ciutat asturiana de Gijón on passarà la infància i joventut.

## Activitat política
L'any 1976 es va afiliar a Reforma Democràtica, partit polític que posteriorment s'integraria a Aliança Popular. Inicà la seva activitat política en la política local, sent escollit regidor i portaveu del Grup Municipal Popular a l'ajuntament de Gijón entre 1979 i 1986.
L'any 1982 va ser escollit senador al Senat espanyol per Astúries, un càrrec que va combinar amb el de portaveu del partit popular a la Junta General del Principat d'Astúries des de 1983. En el IX Congrés Nacional del Partit Popular (PP) va ser escollit Secretari General del partit, sent confirmat en el seu càrrec en els tres següents congressos nacionals que van tenir lloc a Sevilla i Madrid.
En les eleccions generals de 1986 va ser escollit diputat al Congrés dels Diputats per Astúries, sent reelegit els anys 1989, 1993, 1996 i 2000. Amb la victòria de José María Aznar en les eleccions de 1996 fou nomenat Vicepresident Primer i Ministre de la Presidència en el primer govern d'Aznar, sent noment posteriorment en el segon govern d'Aznar Ministre de Foment.
L'any 2004 decidí abandonar la política activa de manera voluntària, i el 2011 abandonà el PP després d'esser rebutjat com a candidat popular a les eleccions autonòmiques d'Asturies d'aquest any.
El 2011 va presentar-se a la Presidència d'Astúries amb el seu propi partit Foro Asturias, i va guanyar les eleccions. Va ostentar la presidència fins a les eleccions anticipades de 2012, quan el govern va tornar a mans de la Federació Socialista Asturiana.

## Corrupció
Segons els anomenats papers de Bárcenas (presumpta comptabilitat B del Partit Popular) publicats pel diari El País, Álvarez-Cascos hauria rebut un total de 321.391 euros en sobresous amb diners en negre procedents del finançament il·legal del partit.